# CeCILL
CeCILL ("CEA CNRS INRIA Logiciel Libre") is een vrijesoftwarelicentie die zo aangepast is om zowel te voldoen aan internationale als Franse wetten en toch compatibel te zijn met de GNU General Public License.
De licentie werd voornamelijk ontwikkeld door de volgende organisaties:
- Commissariat à l'Énergie Atomique
- Centre national de la recherche scientifique
- Institut national de recherche en informatique et en automatique

De licentie werd aangekondigd op 5 juli 2004 in een gezamenlijke communicatie van EA, CNRS en INRIA.
De licentie heeft de steun verworven van de grootste Franse Linux User Group en de minister van Publieke Aangelegenheden en wordt momenteel onderzocht of het aangenomen kan worden op Europees niveau.